# Amenis
Amenis este un gen de fluturi din familia Hesperiidae. Conține o singură specie, Amenis pionia (Hewitson, 1857), cu 3 subspecii.

## Subspecii
- Amenis pionia pionia Columbia, Venezuela
- Amenis pionia picia Evans, 1951 Columbia
- Amenis pionia ponina (Herrich-Schäffer, 1869) Panama, Venezuela